# Neferet II
Neferet II (haar naam betekent: De mooie) was een oud-Egyptische koningin uit de 12e dynastie die heerste in het Middenrijk. Zij was dochter van Amenemhat II en echtgenote van Senoeseret II.
Naast Chenemetneferhedjet I was zij een van de twee bekende echtgenotes van Senoeseret. Twee andere vrouwen die mogelijk als echtgenotes aan hem waren toegevoegd zijn Chenemet en Itaweret. Deze vier vrouwen waren zusters van hem.
Er zijn twee beelden van Neferet II in Tanis gevonden, die zich thans in het Egyptisch Museum in Caïro bevinden. De kleine piramide die in het piramidecomplex van Kahun werd gebouwd was vermoedelijk voor haar bedoeld.

## Titels
Neferet II droeg de titels:
- Koningsdochter
- Groot van scepter
- Vrouwe van de twee landen